# Stigmella fasciata
Stigmella fasciata is een vlinder uit de familie dwergmineermotten (Nepticulidae). De wetenschappelijke naam is voor het eerst geldig gepubliceerd in 2003 door van Nieukerken & Johansson.
De soort komt voor in Europa.